# (15522) Trueblood
(15522) Trueblood (1999 XX136) – planetoida z pasa głównego asteroid okrążająca Słońce w ciągu 3,54 lat w średniej odległości 2,32 j.a. Odkryta 14 grudnia 1999 roku.